# Kvanak állomás
Kvanak (Gwanak) állomás a szöuli metró 1-es vonalának állomása Kjonggi (Gyeonggi) tartomány Anjang (Anyang) városában.

## Viszonylatok
| 1-es vonal                                | 1-es vonal                              | 1-es vonal                                                            |
| ----------------------------------------- | --------------------------------------- | --------------------------------------------------------------------- |
| Szokszu (Seoksu) Szojoszan (Soyosan) felé | Kjongbu (Gyeongbu) szakasz személyvonat | Anjang (Anyang) Sincshang (Sinchang) és Szodongthan (Seodongtan) felé |
| Korail                                    |                                         |                                                                       |
| Szokszu (Seoksu) Szöul felé               | Kjongbu (Gyeongbu) vonal                | Anjang (Anyang) Puszan (Busan) felé                                   |